# Fabio Alberto Roversi Monaco
Fabio Alberto Roversi Monaco (Addis Abeba, 18 de diciembre de 1938) es un jurista y catedrático italiano. Ha sido Rector Magnífico de la Universidad de Bolonia.

## Biografía
En 1962 se licencia en Derecho por la universidad boloñesa, iniciando la carrera académica en la que, en 1967 obtiene el reconocimiento de la "libera docenza".
De 1969 a 1972 fue profesor de Derecho Público en la Facultad de Ciencias Políticas, obteniendo el nombramiento de catedrático extraordinario el 1 de noviembre de 1972. Dos años más tarde se traslada a la Facultad de Derecho como catedrático de Derecho Constitucional y, en 1977, de Derecho Administrativo.
Desde 1978 ha sido director de la Escuela de Especialización en Estudios sobre la Administración Pública (SPISA) de la Universidad de Bolonia (hasta 1997 y, posteriormente, del 2000 al 2006), promoviendo cursos de especialización para Juristas de Empresa y en el campo del Derecho sanitario, además de dirigir un prestigioso bufete.
Rector de la Universidad de Bolonia desde el curso 1985-1986 al 31 de octubre de 2000, presidió en 1988 los actos conmemorativos del noveno centenario de dicha institución. 
Presidente de diversas fundaciones y consejos de administración, es doctor "honoris causa" por las siguientes universidades:
Brown University,
Universidad Complutense de Madrid,
Université Panthèon-Sorbonne,
Johns Hopkins University di Baltimore,
Soka University,
Universidad Externado de Colombia,
Universidad de San Petersburgo,
Universidad de Barcelona,
Universidad de Córdoba,
Pontificia Universidade Catolica de Minas Gerais di Belo Horizonte y
Universidad de Salta.
Por su vinculación con el Real Colegio de España en Bolonia, ha dirigido las tesis doctorales de numerosos juristas españoles, como José Eugenio Soriano García, Antonio Aparicio Pérez, Joaquín Tornos Mas, Fernando López Ramón, Leopoldo Tolivar Alas , Tomàs Font i Llovet, Juan Pemán Gavín, José Suay Rincón y Pablo Menéndez García entre otros.